# 티에우롱
티에우롱(베트남어: Thiệu Long / 紹隆 소륭 / 1258년 2월 ~ 1272년)은 베트남 쩐 왕조(陳朝) 성종(聖宗) 쩐호앙(陳晃)의 첫번째 연호이다.

## 개원
- 응우옌퐁(元豊) 8년 2월 24일[1](율리우스력 1258년 3월 30일)에 연호를 티에우롱(紹隆)으로 개원함.[2][3]

- 티에우롱(紹隆) 16년 1월 1일[4](율리우스력 1273년 1월 21일)에 연호를 바오푸(寶符)로 개원함.[2][3]

## 연대 대조표
| 티에우롱 | 서기(西紀) | 간지(干支) | 남송 연호       | 몽골 제국 연호             |
| 원년     | 1258년     | 무오(戊午) | 보우(寶祐) 6년  | …                          |
| 2년      | 1259년     | 기미(己未) | 개경(開慶) 원년 | …                          |
| 3년      | 1260년     | 경신(庚申) | 경정(景定) 원년 | 중통(中統) 원년            |
| 4년      | 1261년     | 신유(辛酉) | 경정 2년        | 중통 2년                   |
| 5년      | 1262년     | 임술(壬戌) | 경정 3년        | 중통 3년                   |
| 6년      | 1263년     | 계해(癸亥) | 경정 4년        | 중통 4년                   |
| 7년      | 1264년     | 갑자(甲子) | 경정 5년        | 중통 5년 지원(至元) 원년   |
| 8년      | 1265년     | 을축(乙丑) | 함순(咸淳) 원년 | 지원 2년                   |
| 9년      | 1266년     | 병인(丙寅) | 함순 2년        | 지원 3년                   |
| 10년     | 1267년     | 정묘(丁卯) | 함순 3년        | 지원 4년                   |
| 티에우롱 | 서기(西紀) | 간지(干支) | 남송 연호       | 몽골 제국 연호 원나라 연호 |
| 11년     | 1268년     | 무진(戊辰) | 함순(咸淳) 4년  | 지원(至元) 5년             |
| 12년     | 1269년     | 기사(己巳) | 함순 5년        | 지원 6년                   |
| 13년     | 1270년     | 경오(庚午) | 함순 6년        | 지원 7년                   |
| 14년     | 1271년     | 신미(辛未) | 함순 7년        | 지원 8년                   |
| 15년     | 1272년     | 임신(壬申) | 함순 8년        | 지원 9년                   |

## 동시대 연호

### 중국(몽골)
남송(南宋)
- 보우(寶祐) (1253년 ~ 1258년)
- 개경(開慶) (1259년)
- 경정(景定) (1260년 ~ 1264년)
- 함순(咸淳) (1265년 ~ 1274년)

몽골 제국(蒙古帝國)
- 중통(中統) (1260년 ~ 1264년)
- 지원(至元) (1264년 ~ 1294년)

### 일본
- 쇼카(正嘉) (1257년 ~ 1259년)
- 쇼겐(正元) (1259년 ~ 1260년)
- 분오(文応) (1260년 ~ 1261년)
- 고초(弘長) (1261년 ~ 1264년)
- 분에이(文永) (1264년 ~ 1275년)

## 같이 보기
- 베트남의 연호